# Polizeiruf 110: Auskünfte in Blindenschrift
Auskünfte in Blindenschrift ist ein deutscher Kriminalfilm von Peter Vogel aus dem Jahr 1983. Der Fernsehfilm erschien als 82. Folge der Filmreihe Polizeiruf 110.

## Handlung
Auf einer Baustelle kommt es zu einem Unfall, als ein verbauter Podestbalken zerbricht und Teile des Gebäudes einstürzen und einen Arbeiter unter sich begraben. Oberleutnant Jürgen Hübner wird mit den Ermittlungen betraut. Es ist bereits das zweite Mal, dass auf einer Baustelle ein derartiger Unfall geschieht. Beim ersten Mal wurde Arbeiter Gernot Siebenkorn verletzt und verlor in der Folge sein Augenlicht. Ermittlungen ergeben, dass die Podestbalken das Betonwerk geprüft verlassen haben. Die Podestbalken, die verbaut worden sind, waren Fälschungen, deren Bewehrungsstücke zu kurz gegossen wurden. Woher die Fälschungen kamen, weiß keiner.
Gernot hat einen Verdacht, ist jedoch nicht bereit, ihn offen auszusprechen, zu sehr ist er mit seiner eigenen Situation beschäftigt. Mithilfe der ebenfalls blinden Anna Möller lernt er, sein Leben neu zu meistern. Er beginnt, wieder Gitarre zu spielen, und lernt auf einer Maschine Blindenschrift zu schreiben. Auch das Lesen der Blindenschrift eignet er sich langsam an. Zu den Besuchern in seinem Haus gehört neben Anna auch Erwin Kampe, der ein Materiallager gleich neben Gernots Wohnung leitet, aus dem auch die fehlerhaften Podestbalken geliefert wurden. Im Lager wird zwei Mal hintereinander eingebrochen. Unter anderem werden Sanitäreinrichtungen im Wert von mehr als 40.000 Mark gestohlen. Gernot hat immer mehr den Eindruck, dass Erwin schuldig ist, doch kann er seinen Freund nicht bei der Polizei anzeigen. Als anonym 1000 Mark an Gernot geschickt werden, spricht dessen Frau Marion Erwin an, ob er ein schlechtes Gewissen habe. Mit den Hinweis, jeder habe ein schlechtes Gewissen, versucht sich Erwin an Marion heranzumachen, doch weist sie ihn empört ab.
Die polizeilichen Ermittlungen haben unterdessen Erwin als Täter nachweisen können. In seinem Lager fanden sich weitere gefälschte Podestbalken. Die Meldung eines ABV führt die Ermittler schließlich zu einer Scheune, in der Erwin die aus seinem Lager gestohlene Ware unterbringen ließ. Auch die Gussstücke für die Podestbalken lagern hier. Erwin hat in großem Stil die für das staatliche Wohnungsbauprogramm benötigte Ware einem anderen Bauvorhaben zugeschanzt und daran gut verdient. Als die Ware für den eigentlichen Bau benötigt wurde, fälschte er Bauteile und gefährdete damit das Leben seiner Mitarbeiter. Gernot hat unterdessen Gespräche, die auf der Baustelle liefen und Erwin belasten, mitgeschrieben und die Notizblätter an Anna übergeben, die sie zur Polizei bringt. Die Ermittler nehmen Erwin fest.

## Produktion
Auskünfte in Blindenschrift wurde vom 20. April bis 20. Juli 1982 in Berlin gedreht. Die Kostüme des Films schuf Dorit Gründel, die Filmbauten stammen von Werner Pieske. Der Film erlebte am 2. Januar 1983 im 1. Programm des Fernsehens der DDR seine Premiere. Die Zuschauerbeteiligung lag bei 51,2 Prozent.
Es war die 82. Folge der Filmreihe Polizeiruf 110. Oberleutnant Jürgen Hübner ermittelte in seinem 39. Fall. Die Kritik stellte fest, dass sich der Film ganz auf die Figur des Opfers Gernot konzentriere, da der Täter Kampe dem Zuschauer schnell bekannt werde. „Die Spannung verlagert sich [daher] ganz auf den Selbstfindungsprozeß des Gernot Siebenkorn, der nicht nur im wörtlichen, sondern auch im bildhaft übertragenen Sinn in seiner Blindheit ‚sehen‘ lernen muß, und der Hauptdarsteller Dieter Mann führt diesen Prozeß auf geradezu beklemmende Weise vor, zwischen neuem Lebensmut und Verzweiflung pendelnd.“